# Bloksay István
Bloksay István (Nyitra, 1826. április 26. – Beregszász, 1884. november 18.) királyi közjegyző.

## Élete
A gimnáziumot szülővárosában, a jogot Pesten végezte; 1843. december 3-án ügyvédi vizsgát tett; 1848–49-ben mint honvéd szolgált a 65. zászlóaljban és utóbb századosi rangot nyert. 1850-ben Bereg megyében telepedett le. Beregszászban előbb mint ügyvéd, majd 1861-ig mint császári és királyi közjegyző működött; később dédai birtokára vonult vissza és gazdálkodott mindaddig, amíg a törvénykezés rendezése után ismét kinevezték beregszászi magyar királyi közjegyzővé.

## Munkái
Számos értekezést közölt a lapokban a politika, társadalom, gazdaság és jogtudomány köréből; többi közt írt humoros cikkeket, néprajzot és a Jogegyenlőségről a Pesti Divatlapba (1847–48), jogtudományi cikkeket a Jogtudományi Közlönybe (1876–80)